# سجادة من بغداد
سجادة من بغداد هو فيلم أمريكي من أفلام السينما الصامتة، أنتج عام 1915. يعدّ الفيلم من أفلام المغامرة وهو من إخراج كولن كامبل، وقصته أخذت عن رواية لهارولد ماكغراث ألفها عام 1911. تتناول قصة الفيلم، هوراس وادسورث (لعب دوره غاي أوليفر)، وهو أحد أفراد عصابة من المجرمين، يخطط للسطو على بنك في نيويورك، يسرق سجادة صلاة فاخرة من مسجد بغداد. ثم يبيعها إلى تاجر الأنتيكات جورج جونز (يلعب دوره ويلر أوكمان) لتمويل مخطط السطو. لكن هذه السرقة تضعهما في خطر.

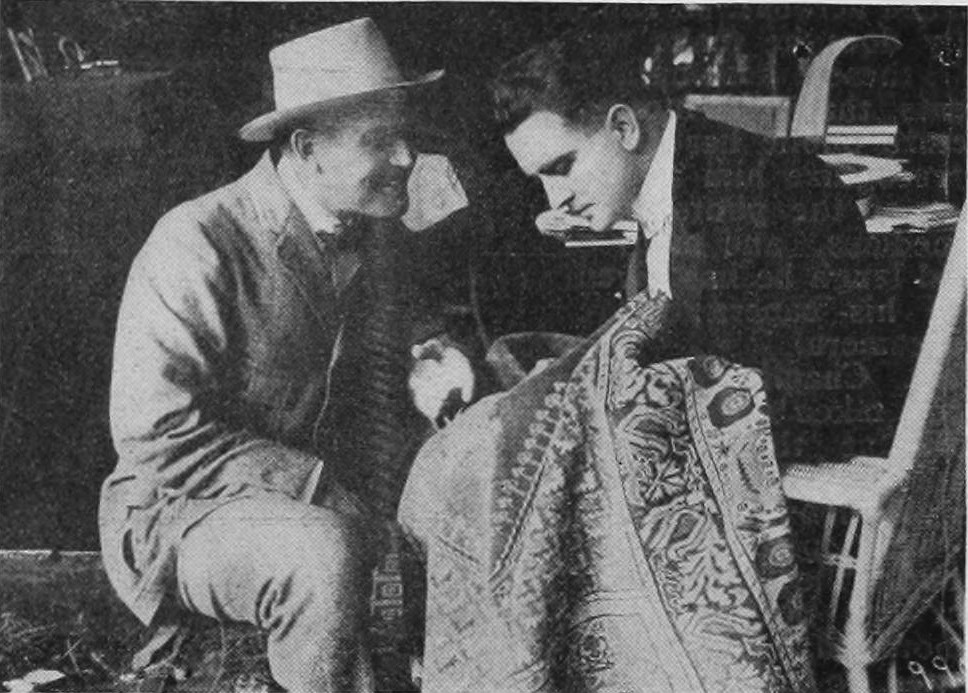
غاي أوليفر وويلر أوكمان في مشهد من الفيلم

صدر الفيلم في 3 أيار (مايو) 1915، وحاز على ملاحظات إيجابية في معظمها. وأشاد العديدون بمشاهد الصحراء الملونة والصور الواقعية من منطقة الشرق الأوسط. على الرغم من أن البعض رأى أن تلك المشاهد طغت على الشخصيات. الفيلم مفقود الآن، لكن تم العثور على بكرة واحدة تتضمن شريطاً تالفاً للفيلم تم انقاذها عام 1982.

## روابط خارجية
- سجادة من بغداد على موقع IMDb (الإنجليزية)
- سجادة من بغداد على موقع كينوبويسك (الروسية)